# Darren Adams
Pour les articles homonymes, voir Adams.
Pas d'image ? Cliquez ici

a Compétitions nationales et continentales officielles uniquement.

b Matchs officiels uniquement.
Darren Adams, né le 12 juin 1965, est un joueur néo-zélandais de rugby à XV et de rugby à XIII évoluant au poste de centre ou de troisième ligne centre.

## Biographie
Darren Adams commence le rugby en Nouvelle-Zélande et est sélectionné avec l'Équipe des Māori de Nouvelle-Zélande.
Puis, il rejoint la France où il joue notamment pour le Racing club de France.
Le 19 juin 1993, il est invité pour jouer avec le XV du Président contre les Barbarians français pour le Centenaire du rugby à Grenoble.
En 1996, il change brièvement de code pour le rugby à XIII où il rejoint le projet de Jacques Fouroux. Il dispute une rencontre avec l'équipe de France et une rencontre de Super League avec le Paris Saint-Germain XIII.
Le 6 novembre 1996, il est invité avec les Barbarians français pour jouer contre Cambridge en Angleterre. Les Baa-Baas s'imposent 76 à 41.
Il joue aussi notamment au FC Grenoble au point d’orgue de sa carrière où Grenoble dispute une demi-finale de championnat de France en 1998-1999 et il participe l'année suivante à la Coupe d'Europe où Grenoble sera la seule équipe à battre les Anglais des Northampton Saints, futurs vainqueurs de l’épreuve.
En janvier 2011, il est à l'affiche du film Le Fils à Jo de Philippe Guillard où il tient le rôle de Jonah Tukalo, le néo-zélandais venu entraîner Doumiac.

## Palmarès
- En championnat de France:
  - Demi-finaliste en 1999 (avec le FC Grenoble)
- En Groupe A2:
  - Champion en 1998[10] (avec le Racing Club de France)